# Tour Telus (Montréal)
La Tour TELUS est un gratte-ciel de Montréal. Elle a été bâtie en 1960, mesure 135,6 mètres de hauteur et compte 34 étages. La tour est l'œuvre du cabinet d'architectes Skidmore, Owings and Merrill. Sa construction a lieu en 1962, la même année de la conception de la Place Ville-Marie et de la tour CIBC.
L'édifice, sis au 630, boulevard René-Lévesque Ouest, abrite le siège québécois de l'opérateur de télécommunications canadien TELUS. Elle a été à sa construction le quartier général de Canadian Industries Limited, qui lui a donné son premier nom, CIL House. La tour est la 12e plus élevée de la cité, après le 500 Place d'Armes, et la tour sud du Complexe Desjardins.